# When Dream and Day Unite
When Dream and Day Unite – pierwszy album studyjny progresywnometalowego zespołu Dream Theater, wydany w 1989 roku.
Trasa koncertowa promująca album obejmowała 5 koncertów w USA, w stanie Nowy Jork i Rhode Island. Charlie Dominici (drugi po Chrisie Collinsie wokalista zespołu) został zwolniony po czwartym koncercie trasy promującej album, ale zaśpiewał z zespołem jeszcze raz, kiedy członkowie zespołu Marillion poprosili Dream Theater o otwarcie ich koncertu w Nowym Jorku.

## Lista utworów
1. "A Fortune in Lies" – 5:10 (muzyka Dream Theater, tekst Petrucci)
2. "Status Seeker" – 4:15 (Dream Theater, Dominici / Petrucci)
3. "The Ytse Jam" – 5:43 (Dream Theater)
4. "The Killing Hand" – 8:40 (Dream Theater, Petrucci)
  1. "The Observance"
  2. "Ancient Reneval"
  3. "The Stray Seed"
  4. "Thorns"
  5. "Exodus"
5. "Light Fuse and Get Away" – 7:23 (Dream Theater, Moore)
6. "Afterlife" – 5:27 (Dream Theater, Dominici)
7. "The Ones Who Help to Set the Sun" – 8:04 (Dream Theater, Petrucci)
8. "Only a Matter of Time" – 6:35 (Dream Theater, Moore)

## Twórcy
- Charlie Dominici – śpiew
- Kevin Moore – instrumenty klawiszowe
- John Myung – gitara basowa
- John Petrucci – gitara elektryczna
- Mike Portnoy – instrumenty perkusyjne